# Ẩm thực Thụy Sĩ
Ẩm thực Thụy Sĩ chịu nhiều ảnh hưởng vùng miền, bao gồm từ Pháp, Đức và Ý và cũng có nhiều món ăn cụ thể đến từ Thụy Sĩ. Xa xưa Thụy Sĩ là một quốc gia của những người nông dân, vì vậy các món ăn truyền thống của Thụy Sĩ có xu hướng giản dị và làm từ các nguyên liệu đơn giản như khoai tây và pho mát.

## Thực phẩm và các món ăn

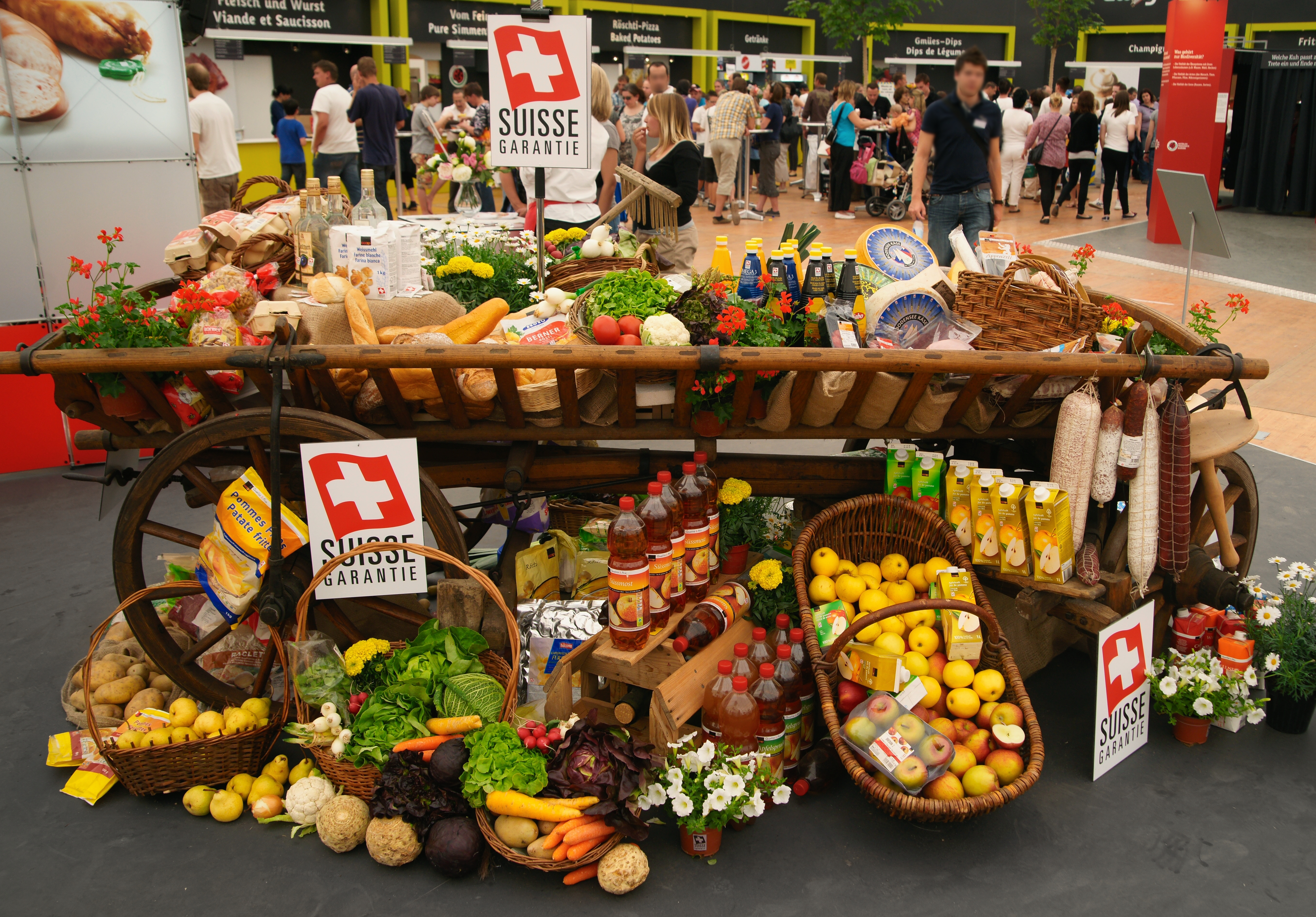
Một giỏ hàng bày thực phẩm từ Thụy Sĩ.

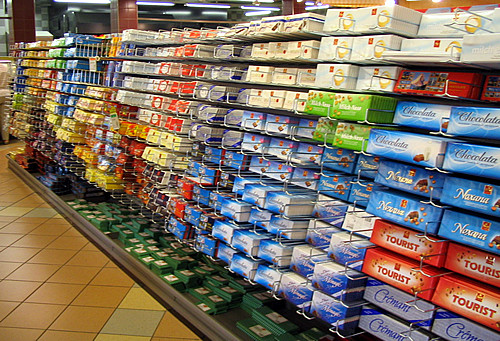
Sô cô la Thụy Sĩ thường có một dãy riêng trong siêu thị dành cho nó, như ví dụ này ở Interlaken

Có rất nhiều món ăn vùng miền ở Thụy Sĩ. Một ví dụ là Zürcher Geschnetzeltes, những lát bê mỏng với nấm trong sốt kem phục vụ với Rösti. Ẩm thực Ý cũng phổ biến ở Thụy Sĩ, đặc biệt là mì Ý và pizza. Thực phẩm thường gắn liền với Thụy Sĩ bao gồm pho mát và sô cô la. Pho mát thụy sĩ, đặc biệt là pho mát Emmental, Gruyère, Vacherin, và Appenzeller, là các sản phẩm nổi tiếng của Thụy Sĩ. Các món pho mát phổ biến là fondue (lẩu pho mát) và raclette. Cả hai món đều bắt nguồn là món ăn vùng miền, nhưng đã được làm phổ biến bởi Hội Pho mát Thuỵ Sĩ để tăng doanh số bán pho mát.
Rösti là một món khoai tây được ăn ở khắp Thụy Sĩ. Ban đầu nó là thức ăn sáng, nhưng điều này đã được thay thế bởi muesli, món mà thường được ăn vào bữa sáng và ở Thụy Sĩ có tên "Birchermüesli" ("Birchermiesli" ở một số vùng). Cho bữa ăn sáng và bữa ăn tối nhiều người Thụy Sĩ thích dùng bánh mì với bơ và mứt. Có rất nhiều loại bánh mì ở Thụy Sĩ. Bánh mì và phô-mai cũng là một bữa tối phổ biến.
Bánh tart và quiche cũng là món ăn truyền thống của Thụy Sĩ. Bánh tart được phủ với đủ loại từ táo ngọt đến hành tây.
Ở vùng nói tiếng Ý của Thụy Sĩ, vùng Ticino, ta sẽ tìm thấy một loại quán ăn độc đáo của khu vực. Các Grotto (hang động) là những quán ăn mộc mạc, cung cấp thực phẩm truyền thống khác nhau, từ mì đến các món thịt đặc sản như được làm ở nhà. Những món ăn được ưa chuộng là Luganighe và Luganighetta, một loại xúc xích nghệ nhân. Grotto thực là các hang động rượu vang sửa lại thành nhà hàng. Do bản chất của nó, chúng thường được tìm thấy trong hoặc xung quanh khu rừng và xây tựa vào một nền đá. Thông thường, mặt tiền được xây dựng từ khối đá hoa cương và bên ngoài bàn ghế cũng được làm bằng cùng loại đá. Grotto được dân địa phương và khách du lịch ưa chuộng như nhau, đặc biệt là trong những tháng hè nóng nực.

## Công thức từ vùng nói tiếng Pháp
- Carac: Bánh bột nhào đường sô cô la
- Fondue: Đây có lẽ là món Thuỵ Sĩ nổi tiếng nhất. Nó được làm từ pho mát chảy. Nó được ăn bằng cách chấm các miếng bánh mì nhỏ hoặc khoai tây vào pho mát chảy.
- Malakoff: Phô mai que hoặc viên từ bang Vaud
- Meringue: Meringue Thuỵ Sĩ được làm từ kem béo từ Gruyère.
- Papet vaudois: Bang Vaud có nhiều món từ tỏi tây và khoai tây (nên món này có tên là vaudois). Nó thường được phục vụ với Saucisse au chou (xúc xích bắp cải).
- Raclette: Pho mát nóng phủ trên khoai tây, ăn với dưa chuột muối, hành muối, v.v.

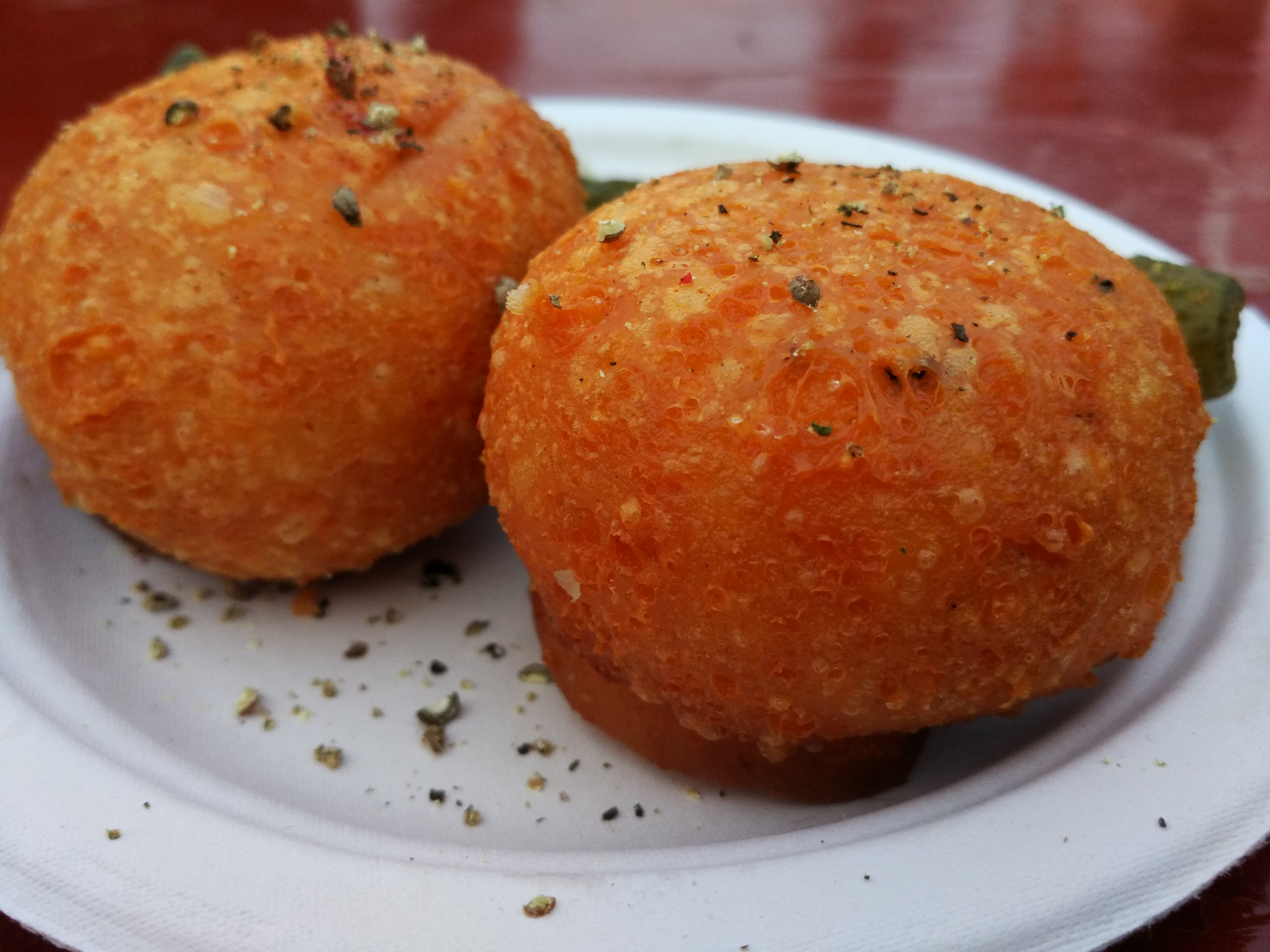
Malakoffs
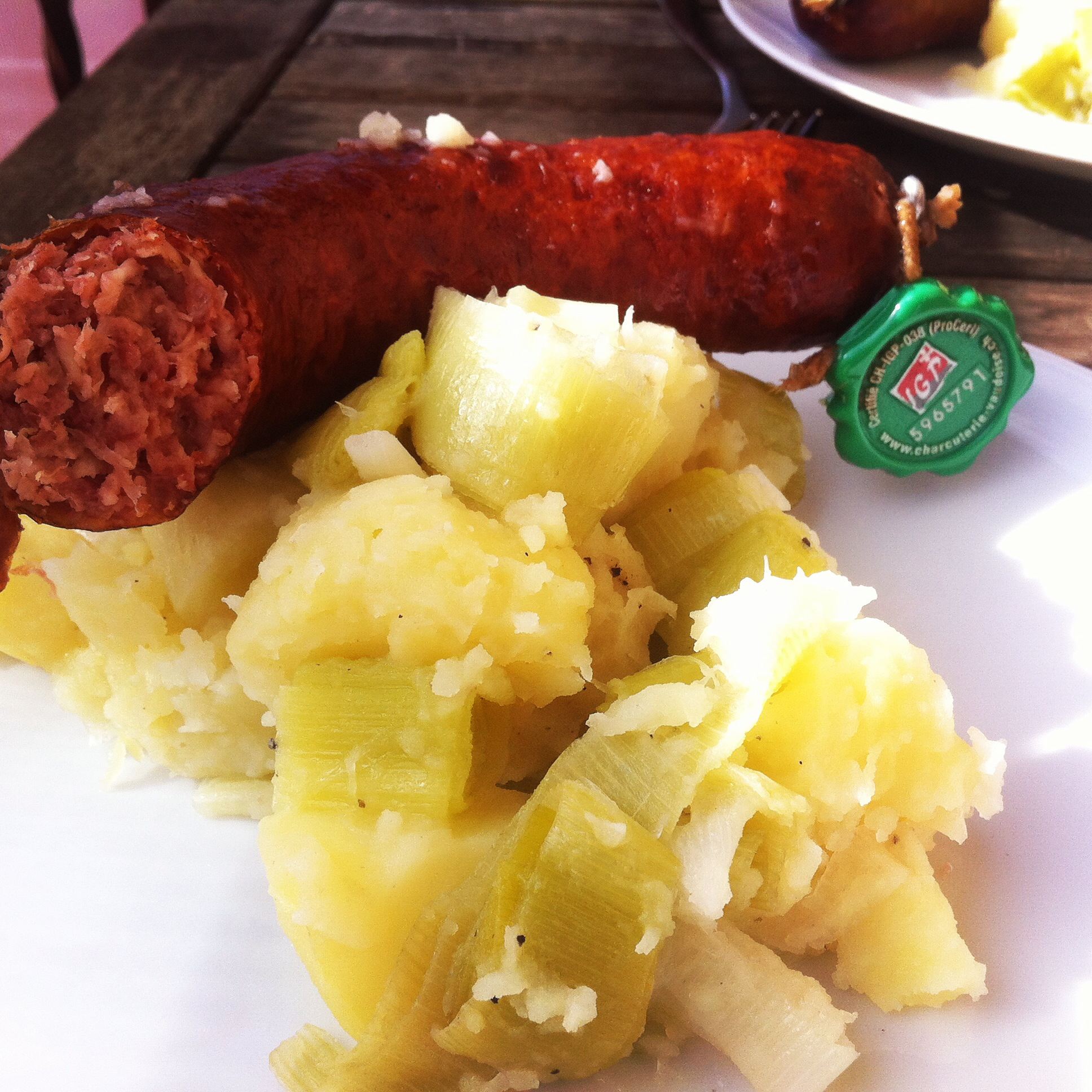
Papet vaudois
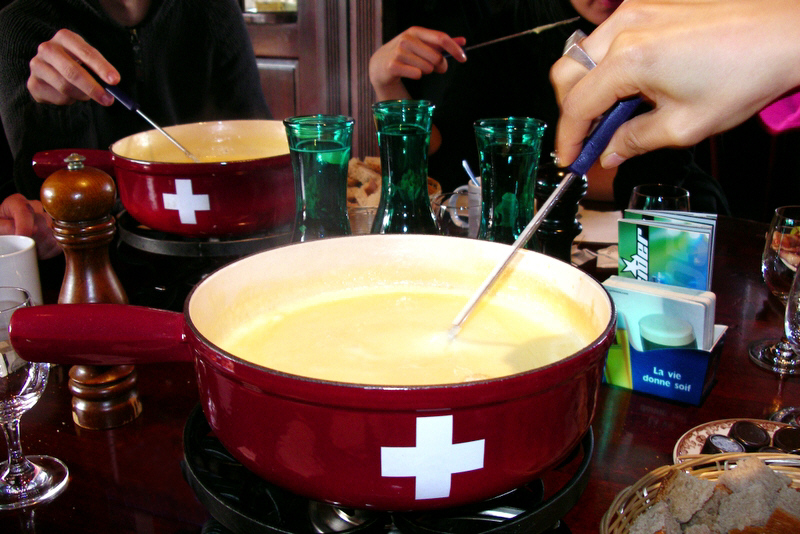
Fondue

## Công thức từ vùng nói tiếng Đức
- Älplermagronen: Là một món ăn tất-cả-trong-một sử dụng các nguyên liệu phổ biến ở vùng núi An-pơ: macaroni, khoai tây, hành tây, và thịt xông khói chia nhỏ. Theo truyền thống Älplermagronen được ăn với sốt táo thay rau hoặc salad.
- Thịt cắt kiểu Zurich (Zürcher Geschnetzeltes): Món này là thường được phục vụ với Rösti.
- Món này đã từng rất phổ biến, vì các nguyên liệu thuận tiện và cách chế biến đơn giản. Công thức chế biến đến từ Emmental ("thung lũng Emmen") ở bang Bern, quê hương của pho mát Emmental nổi tiếng.
- Lát cắt Fotzel lát: không ai biết nguồn gốc tên của nó. "Fotzel" có nghĩa là một mẫu giấy được xé ra, nhưng trong phương ngữ Basel nó có nghĩa là một nghi ngờ cá nhân. Bánh mì cũ có thể được sử dụng để làm lát cắt fotzel, là công thức nấu ăn tại nhà tránh lãng phí bánh mì.
- Kalberwurst: Một loại xúc xích với một hương vị đặc biệt bắt nguồn từ bang Glarus, kalberwurst được làm từ bê, sữa, bánh vụn, và các gia vị trung tính. Nó còn được nấu với hành tây và nước thịt.
- Landjäger: Một loại xúc xích bán khô truyền thống làm ở Thụy Sĩ, nhưng cũng có ở miền Nam nước Đức, Áo, và Alsace. Nó phổ biến là một món ăn nhẹ trong các hoạt động như leo núi. Nó cũng có lịch sử làm đồ ăn của tiếng vì nó không cần giữ trong tủ lạnh và có thể được chia thành suất. Nó có vị giống salami.
- Birchermuesli: "Birchermüesli" được phát minh bởi Tiến sĩ Maximilian Oscar Bircher-Benner (1867-1939), một nhà tiên phong trong y học hữu cơ và thực phẩm toàn phần.
- Riz Casimir là một loại cơm với nước sốt cà ri và thịt bằm pha trộn với trái cây nhiệt đới: dứa, chuối và anh đào, đôi khi với lý chua đen. Nó được phục vụ lần đầu năm 1952 ở chuỗi khách sạn và khu nghỉ dưỡng quốc tế Mövenpick.
- Rösti: Món ăn đơn giản này giống như hash brown theo truyền thống được coi là món ăn ưa thích của người Thụy Sĩ nói tiếng Đức. Tuy nhiên nó cũng được ăn bởi người Thuỵ Sĩ nói tiếng Pháp.
- Tirggel là bánh quy Giáng Sinh từ Zürich. Làm từ bột và mật ong, nó mỏng, cứng và ngọt.
- Zopf (bánh mì): Có hàng chục loại bánh mì ở Thụy Sĩ. Tuy nhiên, Zopf là một đặc sản điển hình của Thụy Sĩ cho ngày chủ nhật.

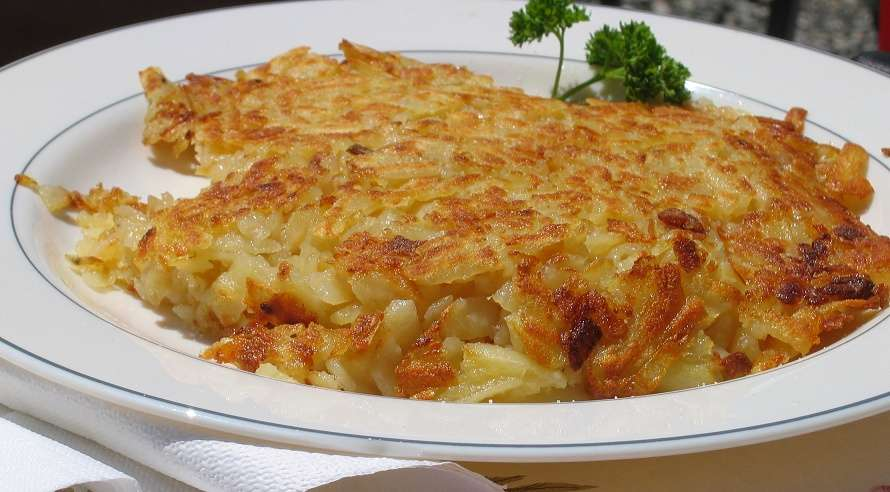
Rösti với rau mùi để trang trí
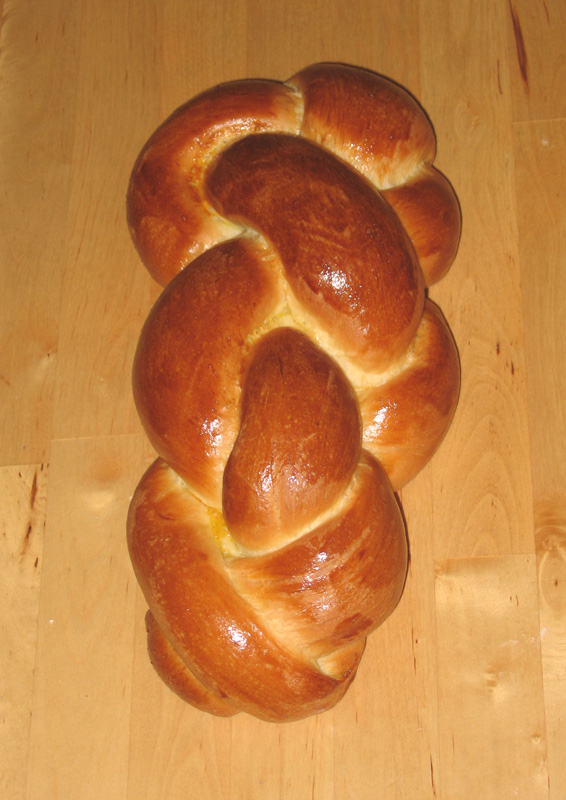
Zopf
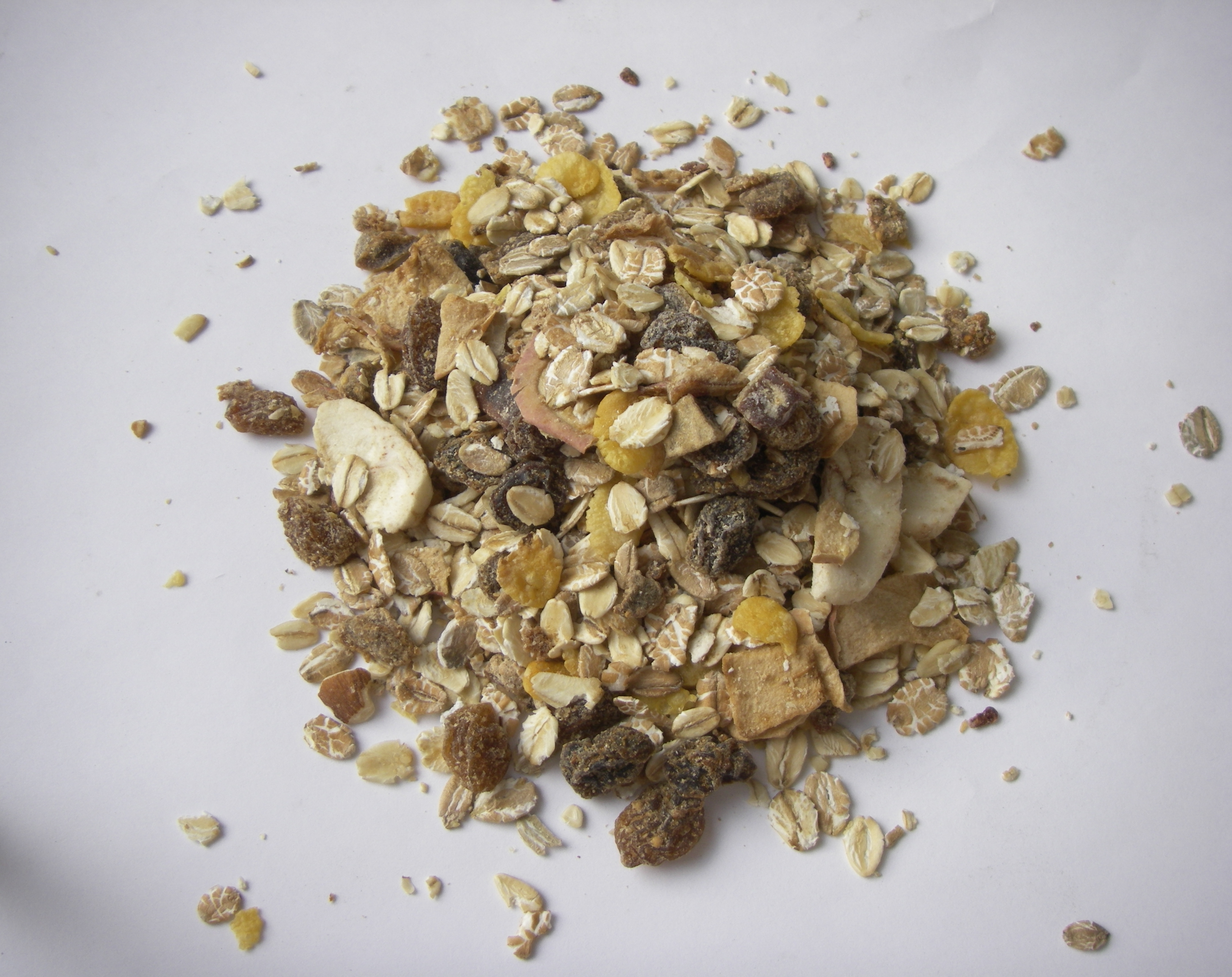
Muesli được phát minh ở Thụy Sĩ
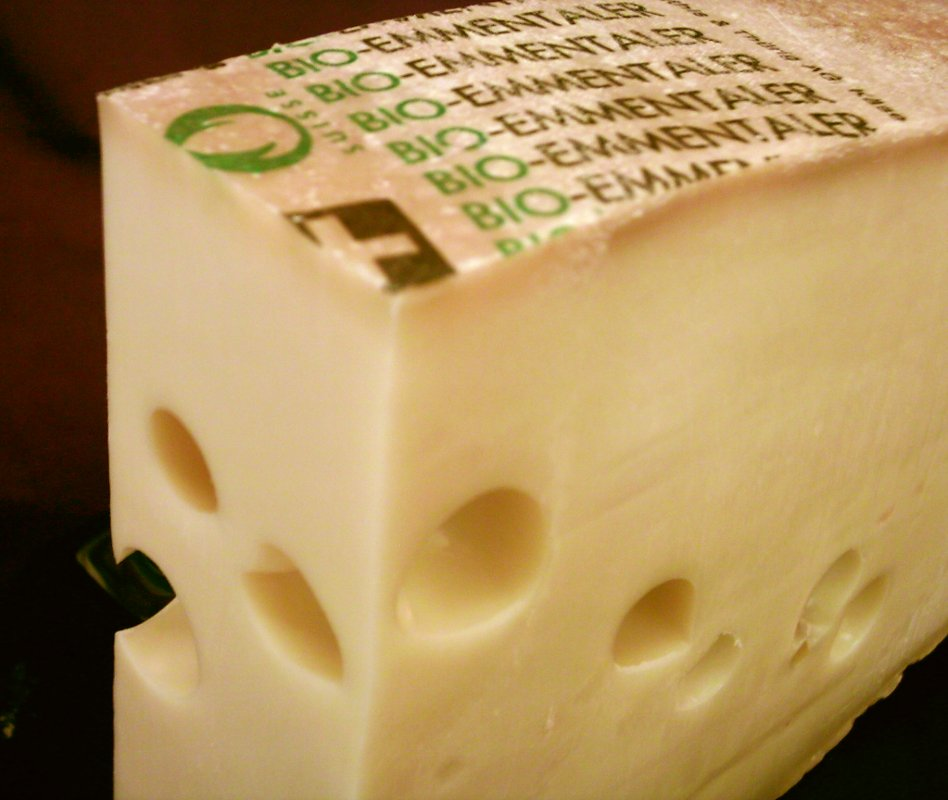
Pho mát Emmental bắt nguồn từ Thụy Sĩ

## Công thức từ Vùng nói tiếng Ý
- Pizzoccheri: Mì sợi dẹt ngắn làm từ bột mạch ba góc nấu với rau xanh và khoai tây thái
- Polenta: Trong nhiều thế kỷ polenta được coi là món ăn của người nghèo. Ngô đã được giới thiệu vào phía nam của phần bây giờ là bang Ticino từ đầu thế kỷ 17, dẫn đến sự thay đổi trong ẩm thực địa phương. Nhưng phải mất 200 năm để polenta - lúc đầu làm bằng bột, sau này được làm bằng bột ngô - trở thành món ăn chủ yếu của khu vực.
- Risotto saffron là một món ăn phổ biến từ Ticino, bang cực nam Thụy Sĩ.

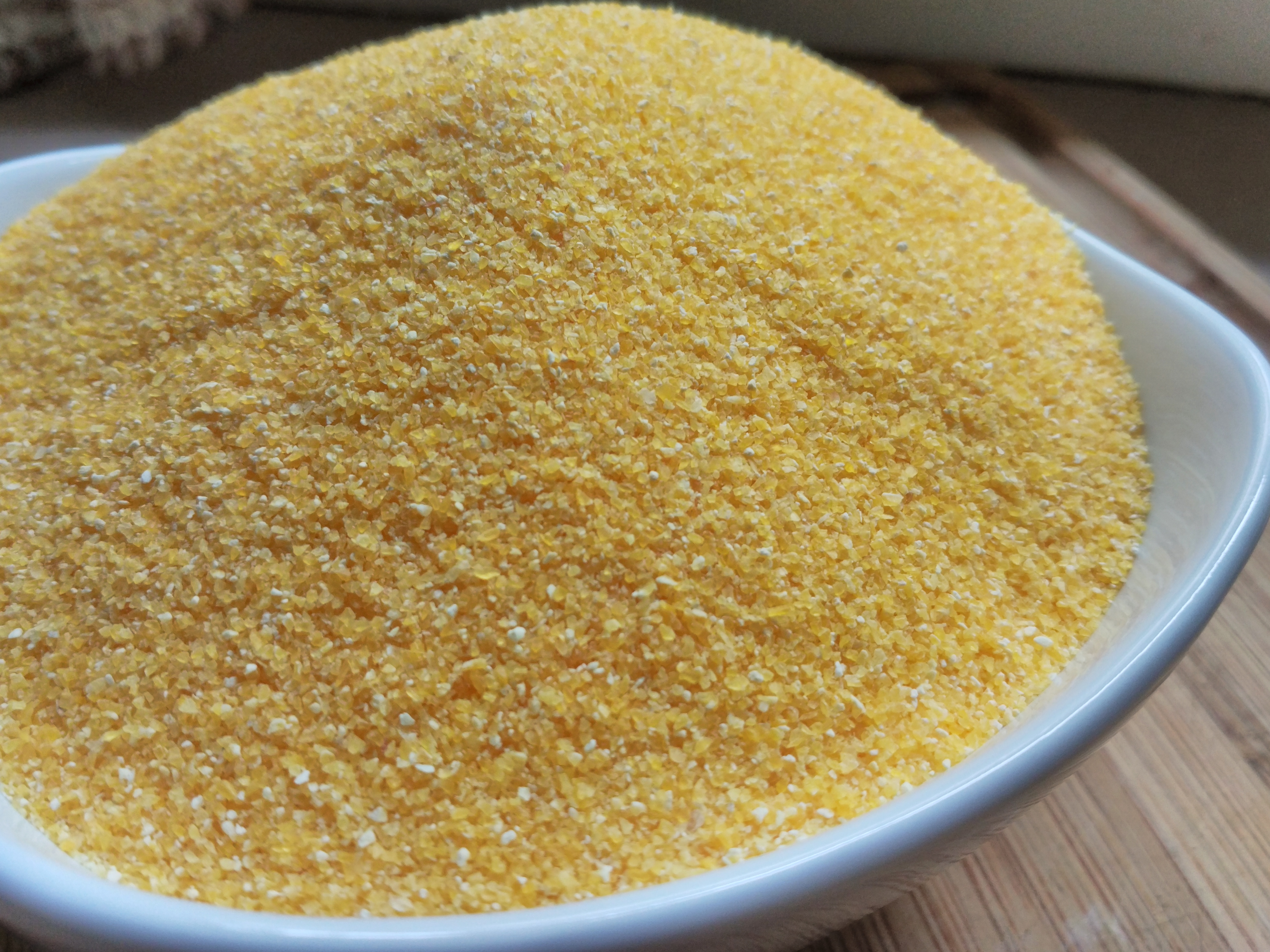
Polenta
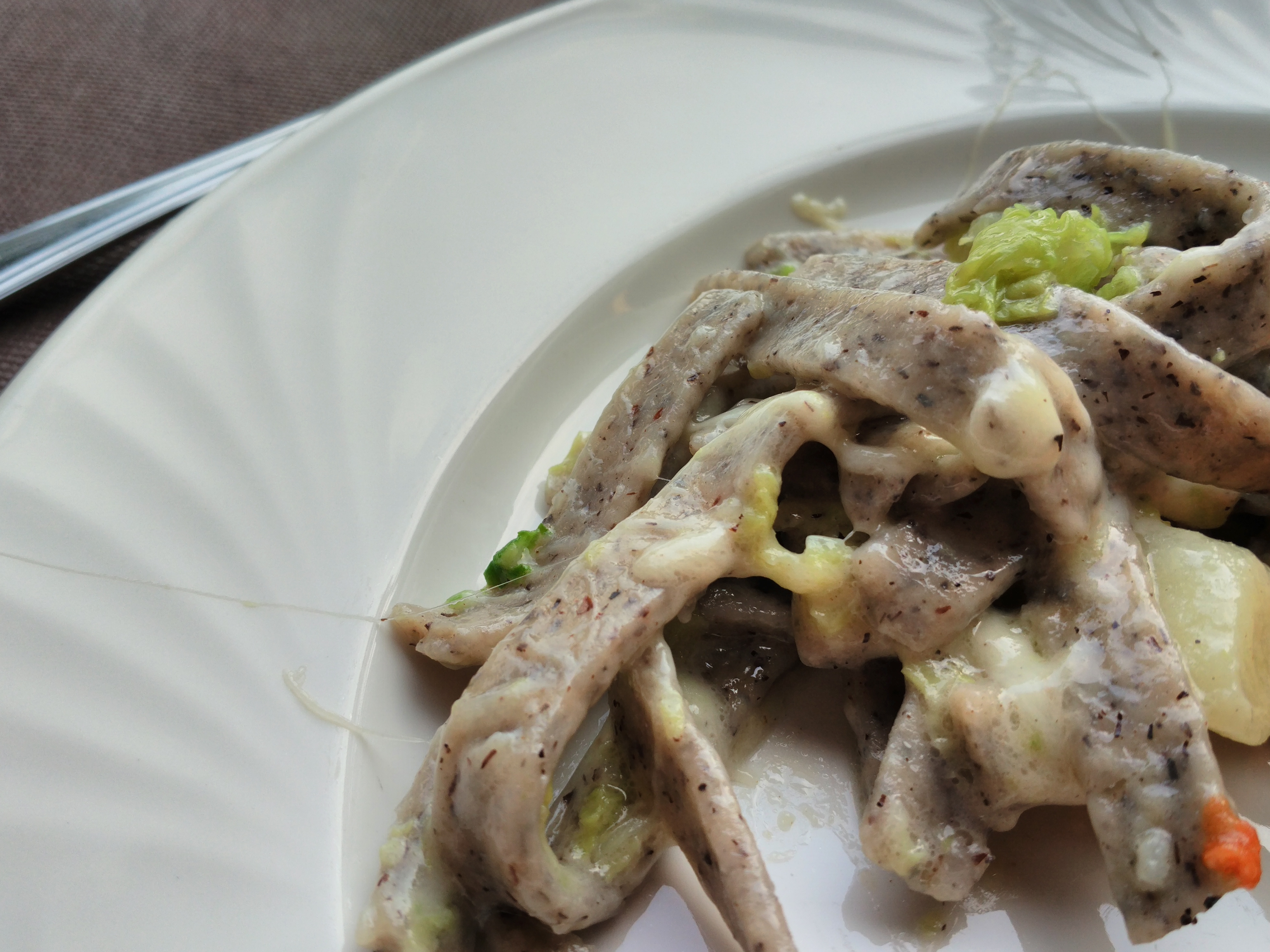
Pizzocheri
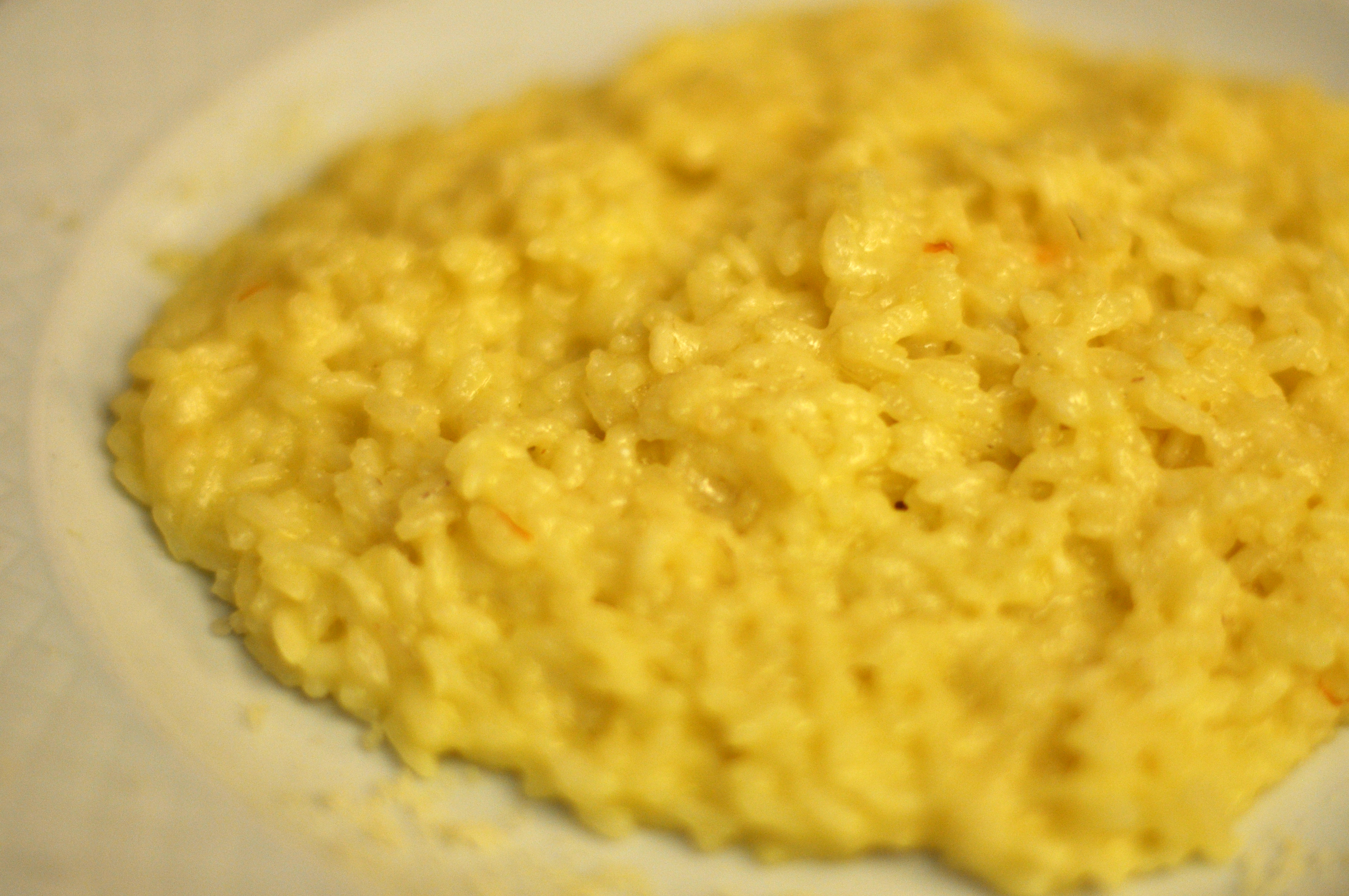
Risotto saffron

## Công thức từ bangGraubünden
- Bündner Nusstorte: Có một số khác nhau công thức nấu ăn cho hạt bánh, nhưng nổi tiếng nhất có thể là một từ Engadine, một thung lũng ở Canton Hơn.
- Bánh thịt Chur: Một món ăn phổ biến từ Graubünden ở miền đông nam Thụy Sĩ
- Súp đại mạch Graubünden  là súp nổi tiếng nhất ở Graubünden
- Pizokel với bắp cải: Pizokel được ăn theo nhiều cách.

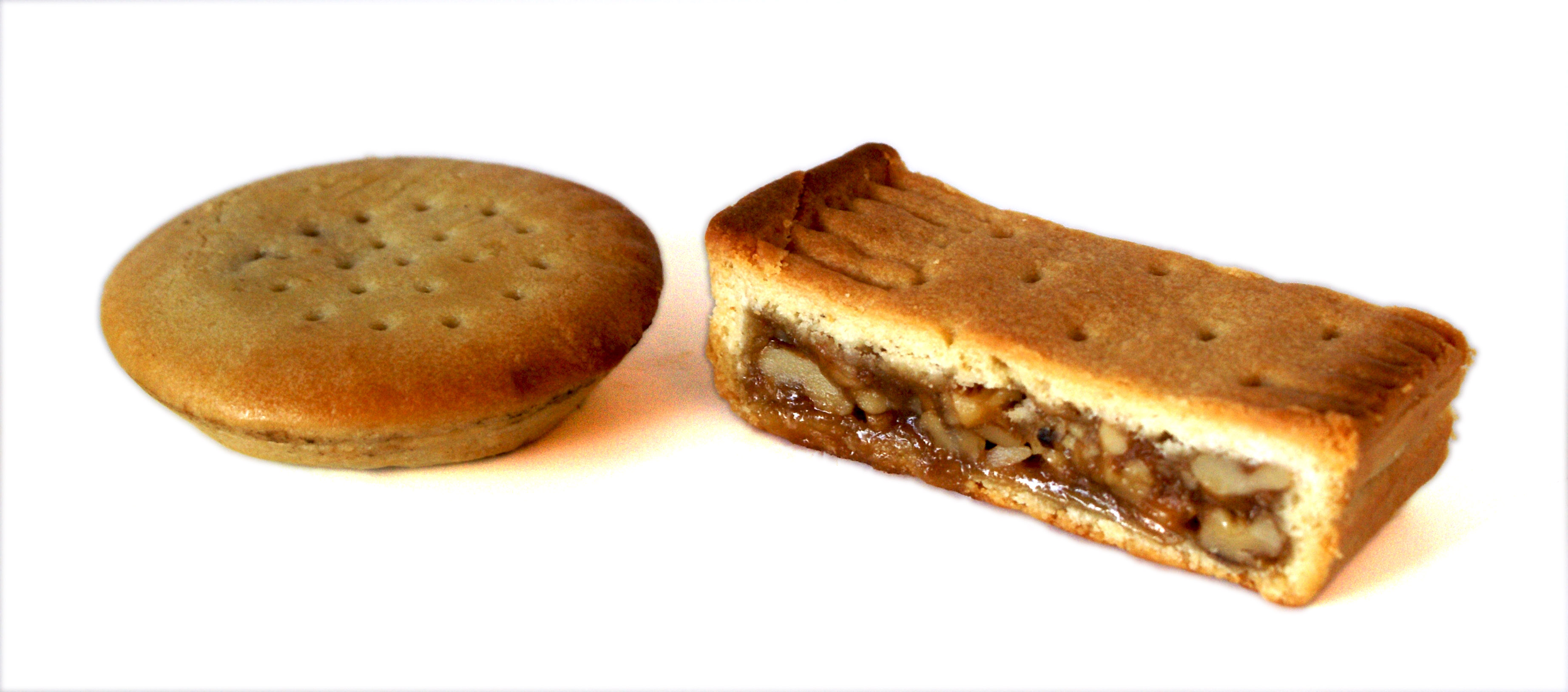
Bündner Nusstorte
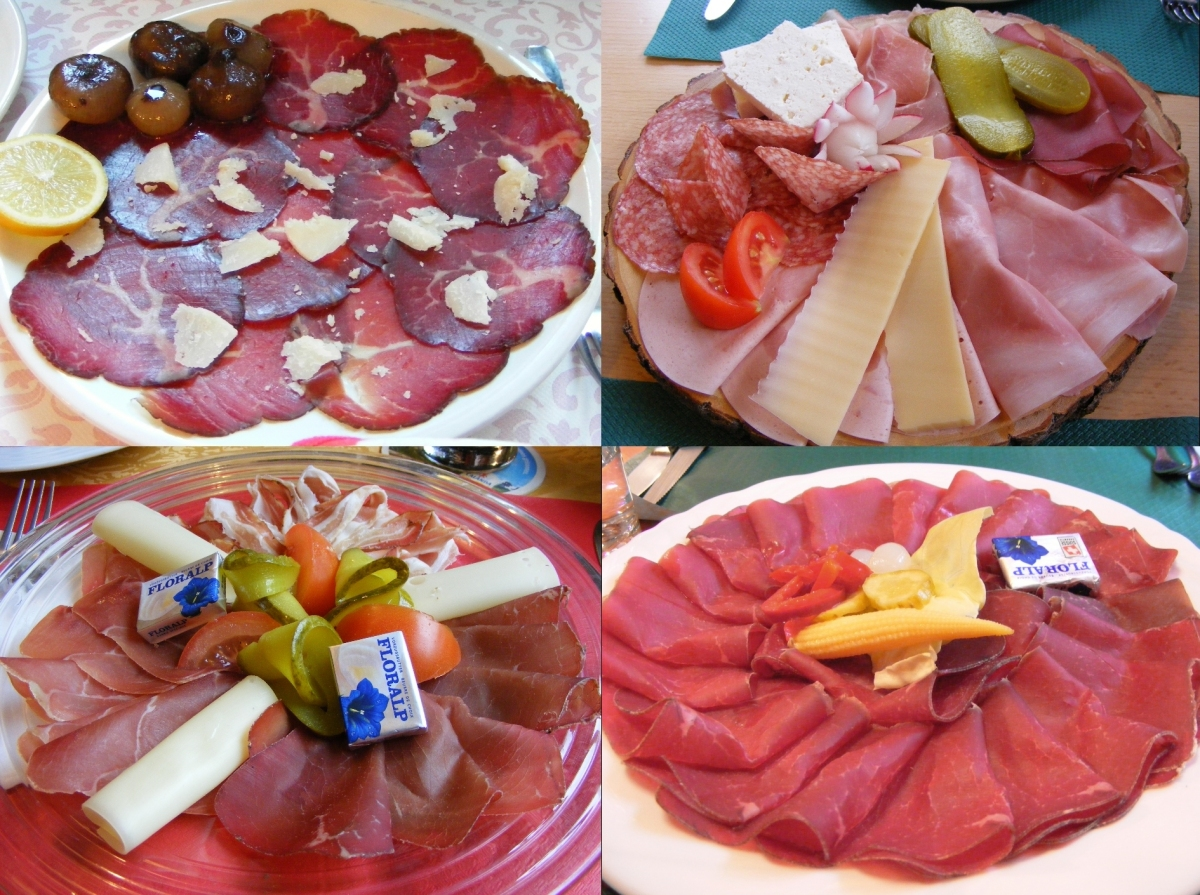
Các món thịt khô từ bang Graubünden, Thụy Sĩ – thịt bò khô, coppa, prosciutto và thịt nguội nấu

## Ẩm thực thượng hạng
Trong sách chỉ dẫn Michelin, Thụy Sĩ đứng thứ 2 trên toàn thế giới về số sao được phong tặng trên đầu người.

## Đồ uống

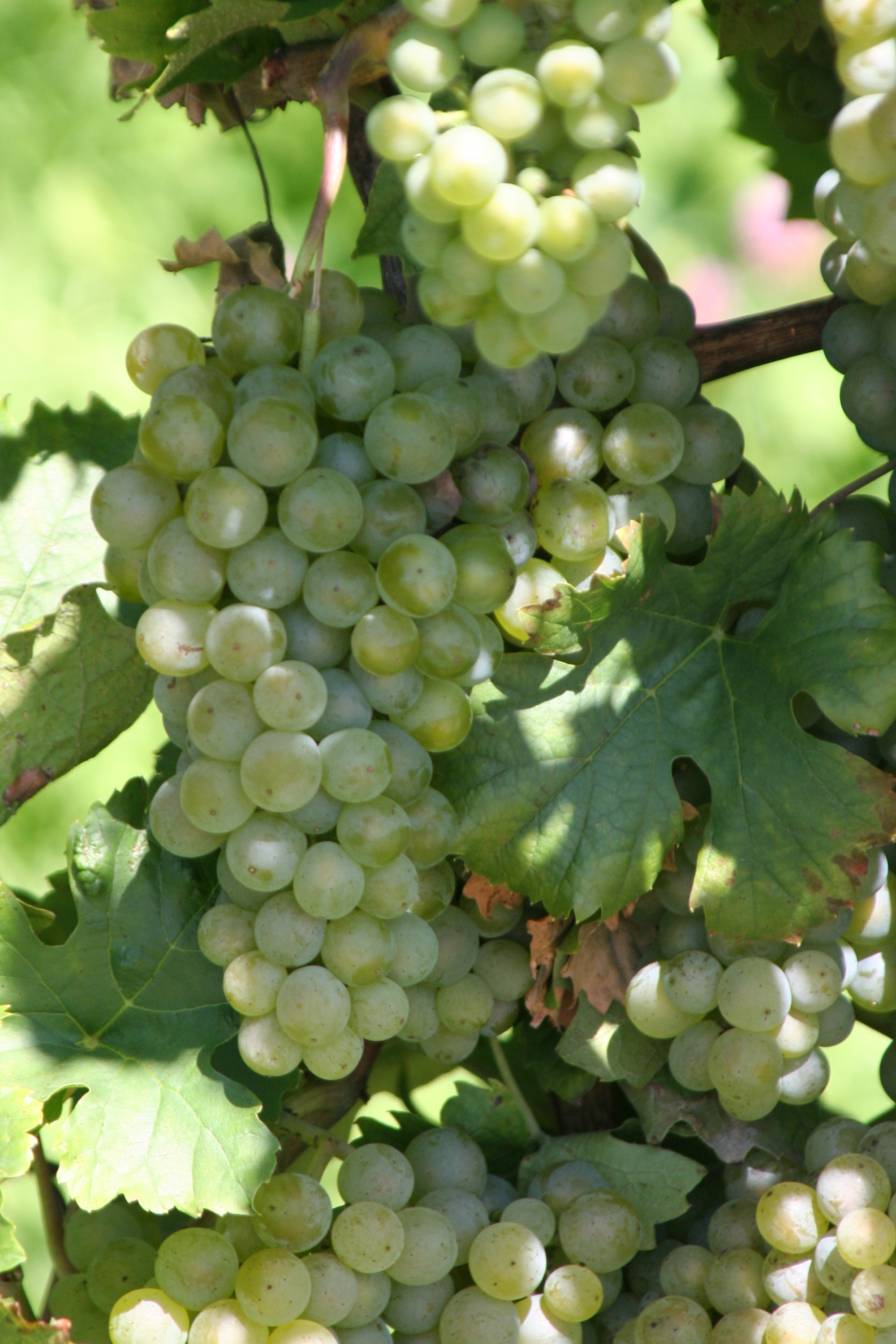
Nho Muller-Thurgau được sử dụng để tạo ra Riesling X Sylvaner, một loại vang trắng phổ biến ở Thụy Sĩ

Rivella, một đồ uống có ga của Thụy Sĩ dựa trên lactoza, là một trong những đồ uống phổ biến nhất ở Thụy Sĩ. Nước ép táo, cả có ga và không, phổ biến trong nhiều khu vực của Thụy Sĩ, và cũng được sản xuất dưới dạng cider. Có một loại sữa sô cô la gọi là Ovomaltine (ở Việt Nam gọi là "Ovaltine") bắt nguồn từ Thụy Sĩ và sự phổ biến ngày càng tăng, đặc biệt là với những người trẻ tuổi. Ngoài việc là một đồ uống, nó cũng có dạng bột để rắc lên bánh phết bơ.

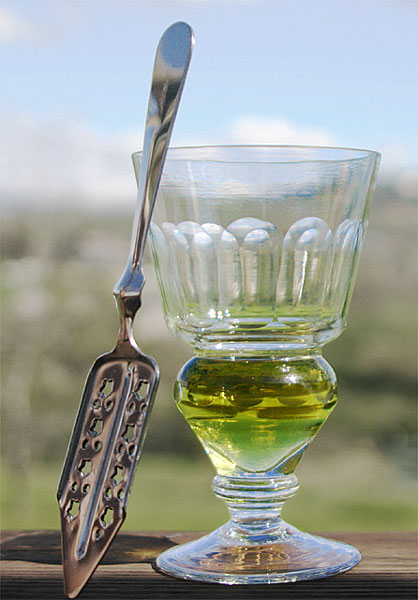
Mọt ly chứa absinthe xanh lá cây, cạnh một thìa absinthe

Rượu vang được sản xuất ở nhiều vùng của Thụy Sĩ, đặc biệt là Valais, Vaud, Ticino và bang Zurich. Riesling X Sylvaner là loại vang trắng phổ biến nhất ở vùng nói tiếng Đức ở Thụy Sĩ, trong khi Chasselas là vang trắng phổ biến nhất ở vùng nói tiếng Pháp trên đất nước. Pinot noir là loại nho vang đỏ phổ biến nhất ở cả vùng nói tiếng Pháp và tiếng Đức, trong khi vị trí này thuộc về nho Merlot ở vùng nói tiếng Ý.
Absinthe đang được trưng cất chính thức một lần nữa ở Val-de-Travers nơi khai sinh của nó. Nó đã bị cấm một thời gian dài bởi mục chống Absinthe trong hiến pháp Thụy Sĩ, nó được chấp nhận lại năm 2005 với tự xuất hiện của hiến pháp mới. Bây giờ absinthe Thụy Sĩ cũng được xuất khẩu sang nhiều quốc gia, với Kübler và La Clandestine Absinthe là hai trong những nhãn hiệu mới nổi. Rượu vang và bia có thể được mua hợp pháp từ tuổi 16 hoặc lớn hơn. Rượu và đồ uống có cồn chưng cất (bao gồm vang lạnh hơn như Bacardi Breezer) có thể được mua từ tuổi 18.
Damassine là một loại rượu sản xuất bởi quá trình chưng cất mận khô Damassine từ cây Damassinier và là sản phẩm của bang Jura.
Bon Pere William là một loại brandy vùng miền phổ biến của Thụy Sĩ được sản xuất từ lê, có độ cồn 43%. Nó thường đi đôi với các món fondue hay raclette hoặc sau bữa tối, đôi khi đổ đôi khi được đổ vào cà phê trong phần tráng miệng. Một số chai có sẵn quả lê đầy đủ kích thước bên trong chai. Có nhiều loại brandy vùng miền khác nhau làm từ trái cây địa phương, loại phổ biến nhất là sơ ri (kirschwasser).